# (4080) Галинский
(4080) Галинский (лат. Galinskij) — типичный астероид главного пояса, открыт 4 августа 1983 года советским астрономом Людмилой Карачкиной в Крымской астрофизической обсерватории и 4 октября 1990 года назван в честь радиоинженера Hиколая Галинского.

## Обнаружение и именование
(4080) Галинский
Открыт 4 августа 1983 года в Научном Л. Г. Карачкиной.
Назван в честь советского радиоинженера Николая Дмитриевича Галинского, создателя высокочувствительных оптических трубок для астрономических наблюдений. Высокая квантовая эффективность и превосходное качество этих трубок сыграли важную роль в успешном развитии современной наблюдательной астрономии, и ещё в 1964 году звезды двадцатой величины были зарегистрированы с помощью 0,5-метрового телескопа Крымской астрофизической обсерватории с экспозицией всего в 4 секунды. Галинский является соавтором книги «Телевизионная астрономия», опубликованной в 1984 году. Цитата предоставлена В. В. Прокофьевой по просьбе первооткрывателя.
Оригинальный текст (англ.)4080 Galinskij
Discovered 1983-08-04 by Karachkina, L. G. at Nauchnyj.
Named in honor of Nikolaj Dmitrievich Galinskij, Soviet radio engineer, creator of high-sensitivity image tubes for astronomical observations. The high quantum efficiency and excellent quality of these tubes were significant to the successful development of modern observational astronomy, and as long ago as 1964 stars of twentieth magnitude were being recorded with the 0.5-m telescope at the Crimean Astrophysical Observatory with an exposure of only 4 seconds. Galinskij is a coauthor of "Television Astronomy", published in 1984. Citation provided by V. V. Prokof'eva at the request of the discoverer.
Источники: DISCOVERY.DB; M.P.C. 17030.

## Орбита

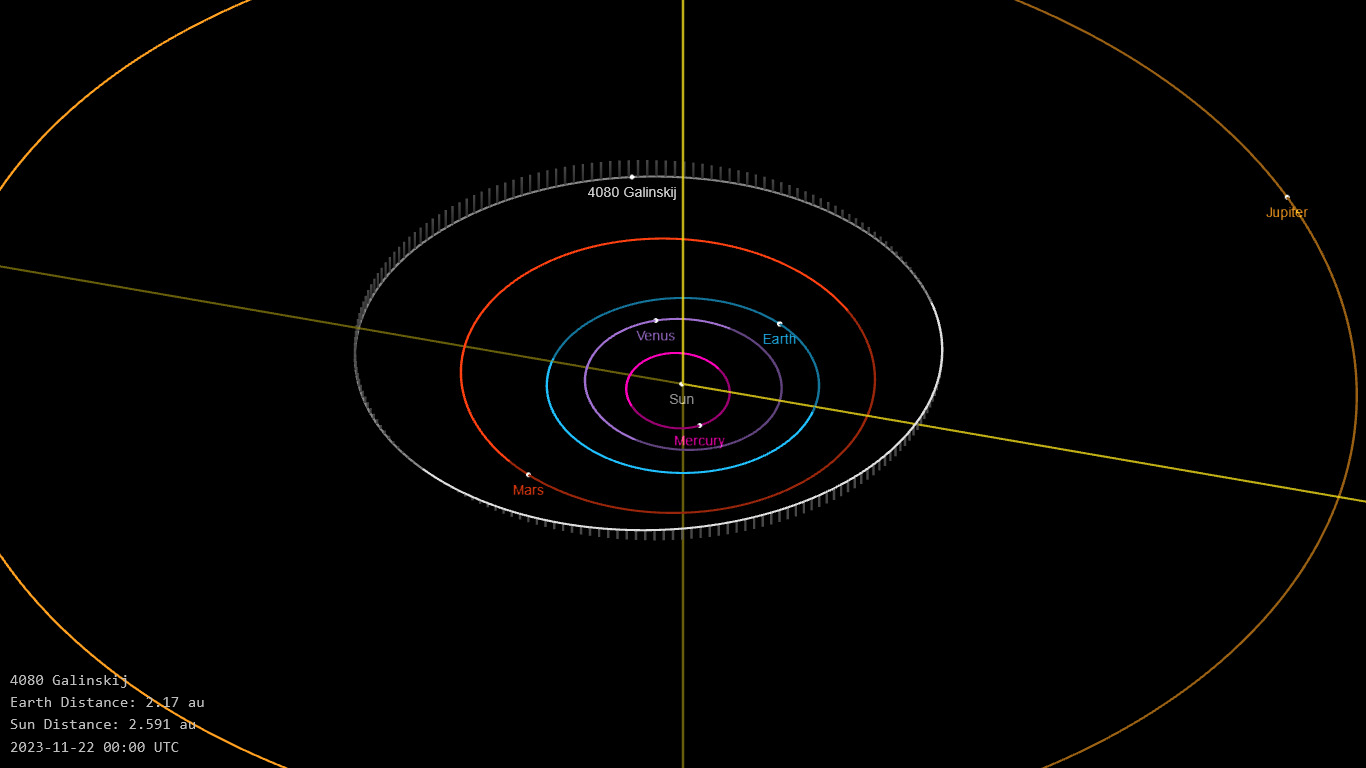
Орбита астероида Галинский и его положение в Солнечной системе

## Физические характеристики
Из наблюдений системы Asteroid Terrestrial-impact Last Alert System следует, что астероид относится к таксономическому классу S.
По результатам наблюдений в видимом и ближнем инфракрасном диапазоне космического телескопа NEOWISE диаметр астероида оценивался равным 4,81±0,80 км. Согласно тому же источнику альбедо оценивается как 0,31±0,13.